# موسم شرقي آسيا المطير

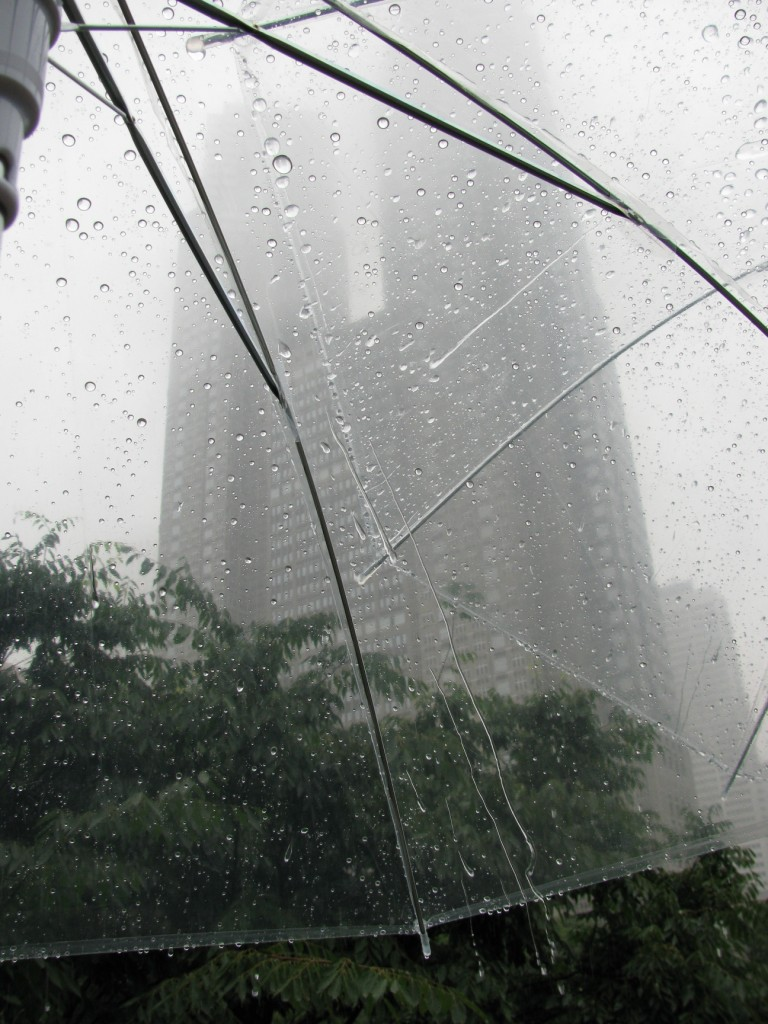

الموسم المطير في شرق آسيا، والذي يطلق عليه في الغالب اسم أمطار البرقوق (باللغة الصينية: 梅雨، méiyǔ؛)، ينجم عن هطول الأمطار عبر جبهة ثابتة دائمة يطلق عليها اسم جبهة مايو على مدار شهرين تقريبًا خلال أواخر فصل الربيع وبدايات فصل الصيف بين شرق الصين وتايوان وكوريا الجنوبية واليابان. وينتهي الموسم الرطب أثناء فصل الصيف عندما تصبح سلسلة الجبال شبه الاستوائية قوية بما يكفي لدفع هذه الجبهة نحو شمال المنطقة.

## التكوين
منطقة شرقية غربية من الطقس المضطرب أثناء الربيع عبر هذه الإمدادات المرتبطة بالجبهة من ساحل الصين الشرقي، في البداية عبر تايوان وأوكيناوا، ثم بعد ذلك، عندما ينتقل إلى الشمال ثم الشرق إلى شبه الجزيرة الجنوبية لكوريا الجنوبية واليابان. يمتد الموسم المطير غالبًا من مايو إلى يونيو في تايوان وأوكيناوا، ومن يونيو إلى يوليو (تقريبًا على مدار 50 يومًا) في اليابان وكوريا ومن يوليو إلى أغسطس في شرق الصين (خصوصًا في منطقتي تشانج جيانج وهواي هي).
وتتكون جبهة الأحوال الجوية السيئة عندما يلتقي الهواء الرطب فوق المحيط الهادئ مع كتلة الهواء القارية الأكثر برودة. وتؤدي الجبهة وتكوين منخفضات الجبهة عبرها إلى هطول الأمطار على اليابان وكوريا وشرقي الصين وتايوان. ومع تحرك الجبهة للخلف وللأمام اعتمادًا على قوة كتل الهواء الباردة والدافئة، غالبًا ما تهطل الأمطار لفترات طويلة للغاية، وفي بعض الأحيان، تحدث فيضانات في شرق الصين. ومع ذلك، في السنوات التي لا تهطل فيها الأمطار كما هو معتاد، يمكن أن يحدث جفاف. وينتهي الموسم المطير عندما تكون كتلة الهواء الدافئة المقترنة بقمة الجبل شبه الاستوائية قوية بما يكفي لدفع الجبهة نحو الشمال وبعيدًا عن المنطقة.

## التأثيرات
تشجع نسبة الرطوبة المرتفعة في الهواء أثناء هذا الفصل على تكوين العفن والتعفن، ليس فقط على الأطعمة، ولكن على الأقمشة كذلك.
ومن الناحية البيئية، تشجع الأمطار الثقيلة حدوث الانهيارات الوحلية والفيضانات في كل المناطق المتأثرة. وأقوى الأمطار التي هطلت في فترة ساعة واحدة في اليابان تم تسجيلها في نجازاكي في عام 1982 بمقدار 153 ملم. وأعلى نسبة أمطار إجمالية تم تسجيلها كانت أثناء الموسم المطير في اليابان في عام 2003، حيث سجلت محافظة ميازاكي أمطارًا مقدارها 8670 ملم. 

### اليابان
في اليابان، يستمر الموسم من بدايات يونيو وحتى منتصف يوليو في أغلب أرجاء البلاد (في الجزيرة الرئيسية هونشو وجزيرتي كويشو وشيكوكو)، تقريبًا من السابع من يونيو إلى العشرين من يوليو في منطقتي كانساي وكانتو. وهو يبدأ قبل ذلك بشهر في أوكيناوا في الجنوب (في بدايات مايو وحتى منتصف يونيو)، إلا أن هوكايدو في الشمال لا تتأثر بشكل كبير.
ويطلق على هذا الموسم في المناطق المحلية اسم ساميدار (تكتب هكذا: 五月雨 وتعني بشكل حرفي «أمطار الشهر الخامس (في التقويم التقليدي الياباني)»، وهو يقابل تقريبًا يونيو في التقويم الحديث) اعتمادًا على هذا التوقيت. وقد قام الفنان نكا إيشي أوتاكي بعمل أغنية شهيرة تحمل هذا الاسم، كما أطلق هذا الاسم كذلك على سفينة من سفن البحرية اليابانية.
وغالبًا ما يطلق على الأمطار التي تهطل في منتصف نوفمبر وبدايات ديسمبر اسم سازانكا تسيو، والتي تعني بشكل حرفي «موسم كاميليا المطير» حسب وقت إزهار الزهرة الموسمية.
وبصفة عامة، يتم تجنب السياحة خلال تلك الفترة، إلا أن بعض المشاهد الطبيعية ينظر إليها على أنها مناظر جوية في المطر والضباب، خصوصًا الجبال الجليدية، وأبرزها المواقع المقدسة لطريق الحج في سلسلة جبال كي (بما في ذلك جبل كويا). ويزدهر الغطاء النباتي، على وجه الخصوص الطحالب، في هذا الوقت، وبالتالي فإن المشاهد الطبيعية التي تشتهر بأنها تغطيها الطحالب، مثل سايهو جي (أي معبد الطحالب) تكون شهيرة في هذا الوقت من العام.".

### الصين
أمطار ماي - يو هي الأمطار التي تمطر في الصين في بداية موسم هبوب الموسميات الصيفية (النصف الأول من شهر حزيران) وتعرف هناك بهذا الاسم 

## التوقيت
في بعض السنوات، تخضع البداية والنهاية الفعلية للموسم المطير للنقاش. على سبيل المثال، في عام 2005، تحركت قمة الجبل شبه الاستوائية بسرعة كبيرة تجاه الشمال في أواخر يونيو / بدايات يوليو. وقد تجاوزت الجبهة الهوائية منطقة تشانج جيانج ولم يقع الموسم المطير في تلك المنطقة. وبالتالي، تقهقرت قمة الجبل تجاه الجنوب، وهطل المطر بشدة على المنطقة. وقد أثار ذلك مسألة ما إذا كان هذا النمط هو نمط هطول الأمطار الصيفية الذي يكون شائعًا بعد الموسم المطير الأول، أو الموسم المطير الثاني. كما قال بعض علماء الأرصاد كذلك إن فترة المطر في أواخر يونيو لم تكن موسمًا مطيرًا حقيقيًا.